# Amarok (program)
Amarok – program komputerowy do odtwarzania muzyki dla środowiska KDE. W obecnej wersji nie stanowi on jednak części pakietu z oprogramowaniem multimedialnym dla KDE kdemultimedia.
Nazwa programu pochodzi od nazwy albumu Mike'a Oldfielda i oznacza wilka w języku inuktitut.

## Funkcje programu
Lista funkcji programu Amarok:
- Automatyczne pobieranie okładek płyt z Last.fm oraz ich zintegrowany menadżer.
- Obsługa różnych silników audio poprzez nowy systemem dźwięku KDE 4 Phonon:
  - GStreamer-0.10
  - xine
  - vlc (w przygotowaniu)
- Konfigurowalne schematy kolorów. Obsługa CSS w przeglądarce kontekstowej.
- Rozszerzona obsługa znaczników przy pomocy biblioteki TagLib wraz z obsługą MusicBrainz.
- Obsługa bazy danych MySQL (wbudowanej i zewnętrznej).
- Przeglądarka list utworów zapewniająca zarządzanie ich kolekcjami.
- Opcjonalny tryb automatycznego, dynamicznego dodawania do listy prawdopodobnie pożądanych przez użytkownika utworów (w oparciu o statystyki tworzone na podstawie przesłuchanych wcześniej piosenek).
- System oceny utworów.
- Menadżer kolejek.
- Skryptowe menu kontekstowe utworu.
- Filtry wyszukiwania plików muzycznych ze składnią podobną do tej używanej w wyszukiwarce Google.
- Zintegrowana obsługa nagrywania płyt CD poprzez program k3b.
- Ikona w obszarze powiadomień.
- Odtwarzanie płyt CD-Audio.
- Obsługa systemu tworzenia spersonalizowanych list utworów Last.fm oraz obsługa strumieni radiowych z tego serwisu.
- Zintegrowana obsługa przenośnych odtwarzaczy muzyki, takich jak iPod, iRiver, czy też ogólne urządzenia USB mass-storage i Media Transfer Protocol.
- Interfejs dla skryptów rozszerzających możliwości programu.
- Skryptowe, automatyczne wyszukiwanie i wyświetlanie tekstów piosenek.
- Graficzny equalizer (wymagana najnowsza wersja biblioteki Phonon).
- Obsługa podcastów.
- Odtwarzanie bez przerw między utworami.
- Informacje o wykonawcy odsłuchiwanego utworu pobierane z Wikipedii.
- Obsługa protokołów DAAP i ZeroConf.
- Zintegrowana obsługa Jamendo oraz sklepu Magnatune.